# Ogcodes neavei
Ogcodes neavei este o specie de muște din genul Ogcodes, familia Acroceridae. A fost descrisă pentru prima dată de Enrico Adelelmo Brunetti în anul 1926.
Este endemică în Kenya. Conform Catalogue of Life specia Ogcodes neavei nu are subspecii cunoscute.